# Бело море
Бело море (рус. Бе́лое мо́ре; крл. Vienanmeri) унутрашње је море на крајњем северозападу европског дела Руске Федерације. Део је акваторије Северног леденог океана са којим је повезано преко Баренцовог мора са чијом акваторијом је повезано на северу. Целокупна акваторија Белог мора административно припада Русији и сматра се делом унутрашњих руских вода, а административно је подељена између њених федералних субјеката Мурманске и Архангељске области и Републике Карелије.
Бело море је дуго времена било једна од најважнијих руских акваторија преко које се одвијао највећи део поморске трговине, а у том погледу нарочито је била важна лука Архангељск. У садашње време Бело море је важан центар ратне морнарице Русије. Беломорско-балтичким каналом повезано је са Балтичким морем.
Бело море је једно од тек четири светска мора које је име добило по боји (преостала три су Црно, Жуто и Црвено море). Бело море је уједно и архаичан назив за Егејско море на југу Европе.

## Физичко-географске карактеристике
Бело море се налази на северу Европе и припада акваторији Северног леденог океана, а многи океанографи га сматрају једним од залива Баренцовог мора. Северна граница мора према Баренцовом мору иде до линије која повезује рт Свјатој Нос на Кољском полуострву са ртом Кањин Нос на Кањинском полуострву. Дужина те линије је око 600 km и то је уједно најшири део беломорске акваторије.
Површина беломорске акваторије је око 90.000 km² и међу морима на чије обале излази Русија оно је површински веће једино од Азовског мора. На њему се налазе бројна мања и ниска острва укупне површине 347 km² Максимална дубина је 343 метра, просечна око 67 m, док је укупна запремина око 4,4 хиљаде km³. Укупна дужина беломорске обале је преко 20.000 km.
У физиономији Белог мора јасно се издвајају 4 пространа залива: Кандалакшки на западу (уједно и најдубљи део мора), Оњешки и Двински на југу те Мезењски на истоку. Обале уз Кандалакшки и Оњешки залив су јако разуђене, западне обале су генерално доста више и стрмије у поређењу са источним. Међу бројним острвима величином и значајем се издвајају Соловецка острва, острво Киј и Кондостров у Оњешком заливу, Великиј у Кандалакшком заливу и Моржовец на северу акваторије.
Сваки део беломорске обале има своје традиционалне називе, па се тако обале овог мора деле на Кандалакшку, Терску, Карелијску, Поморску, Оњешку, Љамицку, Летњу, Зимску, Абрамовску, Конушинску и Кањинску обалу.
У Бело море се уливају бројне реке, а највеће међу њима су Кем, Мезењ, Оњега, Поној, Северна Двина, Нива, Ковда, Стрељна, Варзуга и бројни други мањи водотоци. Преко Беломорско-балтичког канала повезано је са Балтичким море.
Најважнији лучки центри на његовим обалама су Архангељск, Беломорск, Кем, Кандалакша, Мезењ, Оњега и Северодвинск.
Температура површинског слоја воде лети износи 7-15°, а зими је нижа од 1°. Море се зими замрзава и пловно је само од маја до септембра.
Амплитуда плимног таласа је до 10 m и највиша је у Мезењском заливу.

## Историја
Становници Новгорода су знали за Бело море од бар 11. века и истраживали су његов економски значај за навигацију и његове обалске шуме богате крзнарицама. Једно од најранијих насеља у близини морске обале развило се у касном 14. веку код Холмогора, на реци Северна Двина. Одатле је 1492. године, трговачка флота натоварена житом и носећи амбасадоре Ивана III Васиљевича испловила за Данску, означавајући успостављање прве међународне луке у Русији.
Први страни брод који је допловио до Холмогора је био енглески Едвард Бонавентура под командом Ричарда Чанселора 1553. године. Заједно са два друга брода под командом Хју Вилобија, његова посада је тражила северну руту за Индије, а посебно Индију и Кину. Ова експедиција, коју је спонзорисао краљ Едвард VI Тјудор и група од око 240 енглеских трговаца, имала је Лондонска овлашћења да успостави трговачке везе. Билобијеви бродови су се раздвојили и били су изгубљени на мору, али је Едвард Бонавентура успео да пређе Бело море и дође до Холмогора, одакле је Чанселор испраћен до Москве да се сретне са руским царом, Иваном IV. По повратку из Русије 1554. године, Чанселор је донео са собом детаљни опис Москве и руског севера, који су у великој мери били непознати у Европи, као и писмо од цара у коме се изражава жеља за успостављањем трговачких односа са Енглеском. Године 1555 краљица Мери је издала повељу којом се одобрава Московској компанији да тргује са Русијом преко руте Белог мора.